# Clínica del Centenario
La Clínica del Centenario (en neerlandés: Eeuwfeestkliniek) es un hospital quirúrgico en la ciudad de Amberes, en el norte de Bélgica.
Construido en 1930, fue inaugurado en el centenario de Bélgica para la ciudad de Amberes. Después de la Segunda Guerra Mundial, quedó bajo el control de las monjas agustinas, y en la década de 1980 se convirtió en parte del sistema de salud "Monica". Fue restaurado en la década de 1990. El hospital se especializa en oncología, servicios médicos de emergencia, cirugía cardiotorácica y cirugía oral y maxilofacial.